# Gurenge
Gurenge (紅蓮華? lett. "Fiore cremisi") è un singolo della cantante giapponese LiSA, pubblicato il 3 luglio 2019.

## Descrizione
Il brano Gurenge funge da sigla d'apertura dell'anime Demon Slayer.

## Tracce
1. Gurenge – 3:58
2. Propaganda – 3:21
3. Yakusokuno Uta – 4:38
4. Gurenge (Instrumental) – 3:55
5. Gurenge (TV Version) – 1:29